# Андерссон, Расмус
Расмус Андерссон (швед. Rasmus Andersson; род. 27 октября 1996, Мальмё, Сконе, Швеция) — шведский хоккеист, защитник клуба НХЛ «Калгари Флэймз». Бронзовый призёр чемпионата мира по хоккею 2025 в составе сборной Швеции (был капитаном на этом турнире). 

## Карьера
Андерссон дебютировал на профессиональном уровне в клубе «Мальмё Редхокс». В 2014 году Расмус покинул Швецию вместе с семьёй и подписал контракт с клубом ОХЛ «Барри Кольтс».
На драфте НХЛ 2015 года Андерссон был выбран во 2-м раунде под общим 53-м номером клубом «Калгари Флэймз». 15 сентября 2015 года Расмус подписал с «Флэймз» трёхлетний контракт новичка.
В сезоне 2016/17 Андерссон был вызван в фарм-клуб «огней» клуб АХЛ «Стоктон Хит» и в первом же сезоне стал ключевым игроком обороны, сыграв 54 матча и набрав в них 22 очка. В этом же сезоне он дебютировал в НХЛ, 8 апреля 2017 года в матче против «Сан-Хосе Шаркс», в котором «Флэймз» уступили 1-3.
В сезоне 2017/18 Расмус был вызван на матч всех звёзд АХЛ, став единственным представителем «Стоктон Хит» на данном мероприятии.
В преддверии сезона 2018/19 Андерссон участвовал в тренировочном лагере «Флэймз» и по его итогам в очередной раз начал сезон в АХЛ. Однако В АХЛ он пробыл недолго, Расмуса вызвали в основной состав «Калгари» уже к 4-й игре регулярного чемпионата из-за травмы защитника команды Трэвиса Хамоника. Своё первое очко в карьере НХЛ он набрал в свой день рождения 27 октября 2018 года в матче против «Вашингтон Кэпиталз», отдав голевую передачу на Мэттью Ткачука. Свой первый гол в карьере НХЛ Расмус забил в ворота команды «Филадельфия Флайерз» 12 декабря 2018 года. 11 апреля 2019 года Андерссон дебютировал в плей-офф НХЛ в матче серии против «Колорадо Эвеланш» и в первом же матче набрал первый балл за результативность, а матч завершился "сухой" победой «Флэймз» 4-0. Уже в следующей игре серии Расмус забил первый гол в карьере плей-офф НХЛ, случилось это 13 апреля 2019 года, несмотря на это «огни» потерпели домашнее поражение со счётом 2-3 в овертайме. В этой серии Расмус набрал 3 очка в 5 играх, однако это не помогло «Калгари» пройти дальше и они вылетели из розыгрыша плей-офф Кубка Стэнли 2019 уже в первом раунде.
8 января 2020 года Андерссон подписал с «Флеймз» новый шестилетний контракт на сумму 27,3 млн долларов.